# Međunarodni pakt o građanskim i političkim pravima
Međunarodni pakt o građanskim i političkim pravima (eng. International Covenant on Civil and Political Rights (ICCPR) je međunarodni ugovor Ujedinjenih naroda kojim su se države članice obvezale u svoje pravne poretke unijeti odredbe o zaštiti građanskih i političkih ljudskih prava, uključujući prava na život, slobodu vjeroispovijedi, slobodu govora, slobodu političkog udruživanja, te na pravično suđenje. 
Pakt je usvojen na Općoj skupštini Ujedinjenih naroda 19. prosinca 1966. godine, te je stupio na snagu 23. ožujka 1976. Do lipnja 2022. godine, Paktu je pristupilo 173 država.

## Vezani članci
- Međunarodni instrumenti za zaštitu ljudskih prava
- Građanske slobode

## Vanjske poveznice
- Hrvatski prijevod Međunarodnog pakta o građanskim i političkim pravima na stranicama Ministarstva pravosuđa Republike Hrvatske. Pristupljeno 23. studenog 2024